# Bene AG
A Bene AG egy családi hagyományokkal rendelkező osztrák vállalatcsoport, amely igényes kivitelű irodabútorok teljes skáláját kínálva számos nemzetközi telephellyel rendelkezik világszerte.

## Története
A vállalatot 1790-ben asztalosműhelyként alapította a Bene család az alsó-ausztriai Waidhofen an der Ybbs városban. 1951-ben állt át a cég az ipari jellegű irodabútor-gyártásra. Az 1970-es évek kezdete óta a Bene piacvezető Ausztriában, Európában pedig jelenleg az irodabútor ágazatban a hatodik helyet foglalja el.

## Nemzetközi terjeszkedési stratégia
Az 1980-as évek óta a Bene következetes nemzetközi expanziós stratégiát folytat:
1988: a londoni és moszkvai irodák megnyitása jelentette az első lépést ahhoz, hogy az értékesítési hálózat nemzetközivé váljon.
1989: a cég átköltözik a jelenlegi főirodába (belsőépítész: Laurids Ortner).
1995-1998: fiókirodák nyílnak Szlovéniában, Csehországban, Szlovákiában, Magyarországon, Romániában és Lengyelországban.
1998: a német piac feltárása és a német kereskedőcsoport, az Objektform megvásárlása.
2000-2003: az értékesítési hálózat kibővítése kereskedelmi partnerekkel a Benelux államokban és Franciaországban. A waidhofeni üzem 40 000 m²-re bővítése és modernizálása.
(Teljes beruházási volumen: 22 millió euró)
2003: a Bene Nowy Styl S.A. vegyes-vállalat megalapítása Lengyelországban. Fióküzlet létrehozása Dubai-ban.
2004: az első lépések megtétele Ázsia felé, a KOKUYO CO. LTD japán irodabútor gyártóval való együttműködés beindításával. Telephelyek nyitása Horvátországban és Szerbiában.
2004: Belépés egy pénzügyi konzorciumba az Unternehmensinvest AG (UIAG) vezetésével.
2006: ISO 9001 és 14001 minőségbiztosítási igazolás megszerzése.
A vállalat részvénytársasággá alakul, és tőzsdére lép (Bécsi Tőzsde). Új telephelyek létrehozása Ukrajnában, Spanyolországban, Írországban és Kuvaitban. A német TILL-csoport átvétele (irodabútor szakkereskedők és a Bene korábbi értékesítő partnerei Németországban).
2007: új telephelyek alapítása Szerbiában és Törökországban. Egy régi kereskedelmi partner átvétele Belgiumban. Bemutatóterem nyitása Barcelonában.
Az Objektform-csoport cégnevének Benére változtatása.
Ma a Bene 29 országban 75 értékesítési irodával rendelkezik. A 2006/2007-es üzleti évben a Bene-csoport  1344 munkavállalóval 198,6 millió euró forgalmat realizált.

## Termékportfolió a holnap irodájáért
A Bene termékportfoliójával az iroda minden területe megtervezhető és berendezhető. A termékek fejlesztője a Bene Design Team: Kai Stania, Christian Hoerner és Johannes Scherr.
Továbbá a Bene termékportfoliójában megtalálhatók olyan csúcsmárkák, mint a Wilkhahn, Comforto, Interstuhl, Fritz Hansen, Walter Knoll, Kvadrat, Bla Station, Borks stb.
A Bene-csoportra jellemző a szakmán belül, hogy intenzíven foglalkozik a jövő munkakörnyezetének irányzataival és fejlesztésével. Ezért az olyan témák, mint „munkahelyi nomádok”, „önálló arculatépítés”, a „térstruktúrák és munkahelyi struktúrák rugalmassága” valamint az „ideális irodára vonatkozó átfogó megoldások keresése”, a Bene termékek és szolgáltatások középpontjában állnak.
A „compact office” modellel a Bene egy messzire mutató tervet fejlesztett ki, amely egyesíti a különféle iroda-felhasználók sokoldalú igényeit, ill. optimalizálja a térhatékonyságot és –rugalmasságot az iroda működtetője számára.
A Bene Consulting független leányvállalat termék-semleges építési tanácsadást nyújt, ill. hatékony irodaingatlan projektmenedzsmentet kínál a három alábbi telephelyen: Waidhofen an der Ybbs, Bécs és Frankfurt am Main.

## Cégadatok
| Árbevétel 2006/07:                      | 198,6 millió euró                         |
| Nyereség (EBITDA) 2006/07:              | 18,7 millió euró                          |
| Exportkvóta:                            | 66%                                       |
| Munkavállalók száma 2007. október 3-án: | 1446                                      |
| Képviseletek száma:                     | 76 képviselet 30 országban (képviseletek) |